# Pyrron z Elidy
Pyrron z Elidy (gr. Πύρρων ὁ Ἠλεῖος Pyrrhon ho Eleios, ur. ok. 360 p.n.e., zm. ok. 286 p.n.e.) – filozof grecki, założyciel szkoły sceptyckiej.

## Życie
Pyrron żył współcześnie z Zenonem z Kition i Epikurem. Nie zostawił po sobie żadnych pism, jego poglądy znane są jedynie z przekazów doksograficznych (tj. z omówień przez innych filozofów).
Wedle Diogenesa Laertiosa miał z zawodu być 
malarzem, a dopiero potem studiować filozofię. Został uczniem Anaksarchosa z Abdery, który był filozofem ze szkoły demokrytejskiej. Wraz z nim brał udział w wyprawie Aleksandra Wielkiego – zetknął się z perskimi magami i hinduistycznymi ascetami.
Pyrron w Indiach zainteresował się joginami, których po grecku zwano gymnosofistami. Pod wpływem jogina którego nazywał imieniem Kolanos, całkowicie zmienił swoje poglądy i tryb życia.
Po powrocie do Grecji całkowicie odmienił swe dotychczasowe życie.
Powszechny podziw budziło jego opanowanie i zdolność znoszenia bólu, oraz całkowity brak pychy. Jak podaje Diogenes Laertios, na statku podczas burzy morskiej wskazał przerażonym pasażerom za przykład świnię, która z całkowitym spokojem jadła swą karmę.
W założonej przez siebie w Elidzie szkole uczył tylko ustnie. Miał zdobyć taki szacunek, że filozofów zwolniono od płacenia podatków, a jego samego obrano najwyższym kapłanem i wystawiono mu posąg.
Najsłynniejszym uczniem Pyrrona był Tymon z Fliuntu.

## Poglądy
Poglądy Pyrrona można streścić w trzech punktach: 
- nie wiadomo, jakie są własności rzeczy
- nie mogąc dociec własności rzeczy – należy praktykować ἐποχή (epoche), czyli wstrzymywanie się od sądów i niezabieranie głosu w żadnej sprawie – ἀφασία (aphasia)
- ἐποχή prowadzi do ἀταραξία (ataraksia) – spokoju

W przeciwieństwie do jego następców, dla Pyrrona najważniejsze były zagadnienia etyczne; widać tu silny wpływ poglądów wschodnich mędrców. Celem życia ludzkiego jest osiągnięcie szczęścia rozumianego jako spokój i niewrażliwość na troski. Ponieważ źródłem niepokoju są przekonania, należy wyzbyć się zarówno ich, jak i wszelkich twierdzeń. Nie jest to łatwe i sprostać temu może jedynie jednostka wybitna. Nie wiadomo, czy sam Pyrron uważał się za taką, był jednak typem samotnika, porównującego tłum do gniazda os.
Zgodnie z najnowszymi badaniami historycznymi Pyrron w czasie kampanii Aleksandra Wielkiego zaznajomił się z buddyzmem i jego praktyką. Późniejsze nauczanie po powrocie do rodzimej Grecji było adaptacją buddyzmu, a jego trzy punkty nawiązywały do głównych pojęć wczesnego buddyzmu: anicca, dukkha, nirwana.
Pyrron stosował metody, których dopatruje się w późnej mahajanie, tj. w madhjamace, takie jak reductio ad absurdum, tetralemma, soteriologiczna wolność od skrajności (poglądów) tzw. ataraksja.

## Następcy
Poglądy Pyrrona określa się niekiedy jako pyrronizm. Po częściowym zaniku filozofia sceptyków odżyła w I i II wieku naszej ery.
Bardzo bliski pyrronizmowi, choć nie wywodzący się od Pyrrona, nurt filozoficzny opanował w III i II wieku p.n.e. Akademię Platońską i nazywany jest akademizmem.
W czasach nowożytnych najbardziej znanym pyrronistą był Michel de Montaigne.